# ハピネス (嶽本野ばらの小説)
『ハピネス』は、嶽本野ばらによる日本の小説。2006年7月14日に小学館より刊行され、2010年7月6日に文庫化された。
余命1週間と宣告された少女と、彼女の夢を全力で支えようと奔走する少年の姿を描く。
映画版が2024年5月17日に公開された。

## あらすじ
僕は、父の転勤により高校1年生の1学期の途中に東京の荻窪のマンションに転居して、新居近くの高校に編入した。京都の高校では美術部に入っていたので、編入した高校でも美術部に入部し、彼女と出会った。2003年の6月に話し掛けた。同年10月に井の頭公園でキスをして、高校2年生の5月に肉体関係を持った。そこから7か月間は互いの身体を求める関係に。そして、ある日唐突に「私、一週間後に死んじゃうの」と告げて思い切ってInnocent Worldのロリータデビューすると宣言。それから、Innocent Worldの原宿の店舗や大阪の本店での買い物、資生堂パーラー銀座本店でのスペシャルカレー飲食などを果たし彼女は旅立った。

## 登場人物
小説版では「僕」や「彼女」のみで、固有氏名はウィリアム・アドルフ・ブグローや竹久夢二など著名な画家を除き無い。
僕
本作の語り手。編入した学校で彼女に話しかけた時から、彼女が死んだ時までを振り返るように語る。
彼女
僕の彼女。僕のことは「君」と呼ぶ。三鷹台在住。三尖弁が通常より狭く、下にずれている心奇形があり、定期的に通院していた。心筋梗塞で倒れた際に検査を受けた結果、余命10日と宣告される。
僕の姉
3歳年上で北海道の大学に進学して寮に入った。高校1年生からロリータファッションに目覚めたが、両親はそれを快くは思わず、当初はカウンセリングを受けさせようとしたが、本人はなんと言われようが罵られようがロリータを続けると宣言した。
僕の両親
父は荻窪に転居後半年も経たないうちに会社から1年間のオーストラリア赴任を命じられた。単身赴任のつもりだったが、ろくに家事もできないため、結局母も同行していった。
彼女の父と母
彼女のことは「このコ」や「あのコ」と呼ぶ。僕に対して好意的に接する。
あの先生
ボディービルダーを思わせる身体を持ち、竹刀を携帯している化学教師。

## 書誌情報
- 嶽本野ばら『ハピネス』
  - 単行本：2006年7月14日発売、小学館、ISBN 978-4-09-386168-7
  - 文庫本：2010年7月06日発売、小学館文庫、ISBN 978-4-09-408524-2

## 映画
2024年5月17日に公開された。監督は篠原哲雄、主演は窪塚愛流と蒔田彩珠。
原作で描写されたロリータファッションを忠実に再現して欲しいとの原作者の意向により、ロリータファッションの第一人者として有名なモデルの青木美沙子が制作に関わった。私物の服や小物の貸し出しを始め衣装監修で全面的に協力している他、劇中に登場する実在のクラシカルロリータの代表ブランド「innocent World」本店の店員役で出演もしている。

### キャスト
- 国木田雪夫：窪塚愛流
- 山岸由茉：蒔田彩珠
- 国木田月子：橋本愛[2]
- 山岸英生：山崎まさよし[2]
- 山岸莉与：吉田羊[2]

### スタッフ
- 原作：嶽本野ばら『ハピネス』（小学館文庫刊）
- 監督：篠原哲雄
- 脚本：川﨑いづみ[5]
- 音楽：GEN[5][6]
- 主題歌：三月のパンタシア「僕らの幸福論」（ソニー・ミュージックレーベルズ）[7]
- 製作：河野聡、沢辺伸政、中村直樹、鈴木光、小林栄太朗、家頭義輝[5]
- プロデューサー：鈴木光、原田誠也、榊田茂樹[5]
- ラインプロデューサー：宮下直也[5]
- 撮影：鶴崎直樹[5]
- 照明：金子秀樹[5]
- 美術：丸尾知行[5]
- 装飾：山本直輝[5]
- 録音：田中靖志[5]
- 編集：高橋敦史[5]
- スクリプター：田中小鈴[5]
- 音響効果：齋藤昌利[5]
- メイク：中山麻美[5]
- スタイリスト：宮本まさ江[5]
- 助監督：躰中洋蔵[5]
- 制作担当：曽根晋[5]
- 音楽プロデューサー：長崎行男[5]
- VFXプロデューサー：岡野正広[5]
- 配給：バンダイナムコフィルムワークス[5]
- 制作プロダクション：光和インターナショナル[5]
- 製作：「ハピネス」製作委員会（バンダイナムコフィルムワークス、小学館、テレビ東京メディアネット、光和インターナショナル、テンカラット、中京テレビ放送）[5]